# Tranquilize
«Tranquilize» (en español, sedar) es una canción de la banda estadounidense de rock The Killers, interpretada junto al roquero Lou Reed, la canción fue escrita por Brandon Flowers, vocalista de la banda, y fue producida por los integrantes de The Killers junto a Flood Moulder para su primer álbum compilatorio de lados b y rarezas llamado Sawdust de 2007. La canción fue lanzada como segundo promocional del álbum en formato de descarga digital.

## Información general
«Tranquilize» fue lanzada como segundo sencillo promocional del álbum después de Shadowplay, la canción tiene la colaboración de Lou Reed, fue puesta a la venta en la tienda iTunes en octubre de 2007. La letra de la canción tiene un mensaje poco claro que podría referirse a una relación amorosa a la que no le importa lo que piensen los demás aunque también podría referirse a errores cometidos que nunca se perdonan, la letra fue escrita por Brandon Flowers, vocalista de la banda. La música de la canción contiene un estilo de rock influido por otros estilos de rock más oscuros, con el sonido de la guitarra eléctrica fuerte y característico de la agrupación, y con la voz de Brandon Flowers más grave que de costumbre. Brandon Flowers, vocalista de la banda, dijo: "It's one of our more depressing songs, there's a desperation to it, but there's light at the end of the tunnel"; en español, "es una de nuestras canciones más depresivas, es como una desesperación pero hay una luz al final del túnel".

## Video musical
El video musical se estrenó el 29 de octubre de 2007 en Reino Unido. En el video musical para la canción aparece Lou Reed. El video comienza con Brandon Flowers (vocalista) recorriendo una casa vacía. Brandon canta toda la canción incluyendo las líneas de Lou Reed y aparece de una forma muy extraña, como en un tipo de trance. Durante el video también aparecen imágenes de la banda sentados alrededor de una mesa en una habitación roja, también se puede ver a Lou Reed tocando el piano en una habitación sola. Al final se puede ver a Brandon encontrarse con Lou Reed.

## Listas de popularidad
| Listas de popularidad 2007 |                           |          |
| País                       | Lista                     | Posición |
| Austria                    | Ö3 Austria Singles Top 75 | 57       |
| Canadá                     | Canadian Hot 100          | 59       |
| Reino Unido                | UK Singles Chart Top 40   | 13       |
| Reino Unido                | UK Download Chart         | 68       |